# Rolf Steeb
Rolf Steeb (* 2. September 1939 in Remagen; † 2. August 2022 in Echterdingen) war ein deutscher Fußballspieler. Der Abwehrspieler absolvierte bei den Stuttgarter Kickers von 1963 bis 1971 in der zweitklassigen Fußball-Regionalliga Süd 253 Ligaspiele und erzielte 24 Tore.

## Karriere
Im Jahre 1946 sind die Eltern von Rolf Steeb nach Stuttgart gezogen und 1949 kam Sohn Rolf als Schüler zu den Stuttgarter Kickers, dort durchlief er sämtliche Jugendabteilungen bei den „Blauen“. Am 10. Mai 1959 absolvierte der Abwehrspieler sein erstes Spiel in der Vertragsspielermannschaft der Kickers bei der 0:2-Niederlage gegen die „Lilien“ des SV Darmstadt 98. Diesem Spiel folgten 350 weitere Spiele im Trikot der Blauen, bis er 1971 zum VfL Sindelfingen in den Amateurbereich wechselte. Seine drei erfolgreichsten Jahre erlebte der anfangs noch Mittelläufer im alten WM-System und dann zum „Letzten Mann“ hinter dem Vorstopper im nachfolgenden 4:3:3 gewandelte Abwehrchef der Elf aus dem Degerloch, unter dem ehemaligen VfB-Meistertrainer Georg Wurzer in den drei Saisons 1966/67 bis 1968/69. Dreimal in Folge landeten die Kickers mit dem Abwehrdirigenten Steeb in der Südliga auf dem vierten Rang.
Am knappsten verpassten die Kickers 1968/69 den erhofften Einzug in die Bundesligaaufstiegsrunde.
Auf den zwei ersten Plätzen landeten der Karlsruher SC und der Freiburger FC mit jeweils 43:25 Punkten; mit einem Punkt weniger belegten Bayern Hof und die Stuttgarter Kickers den dritten und vierten Rang. Steeb bildete mit Vorstopper Siegfried Böhringer das zentrale Abwehrbollwerk. Die zwei Auswärtsniederlagen im April 1969 gegen Opel Rüsselsheim (1:2) und Hessen Kassel (0:2), die drei Minuspunkte gegen den Mannheimer Absteiger VfL Neckarau und die insgesamt 12 Remisspiele in der Saison verhinderten den möglichen Einzug in die Aufstiegsrunde zur Fußball-Bundesliga. Steeb war über acht Jahre in der Regionalliga Süd eine konstante Größe in der Defensive der Kickers. Seinen Lebensunterhalt verdiente er sich als selbständiger Versicherungskaufmann bei der Gothaer Feuerversicherung und konnte somit Fußball aus Freude am Fußball spielen, nicht primär des Geldes wegen. Er lebte immer spartanisch-sportlich, kannte keine Konditionsschwierigkeiten, so dass an seinen 1,89 Metern kein Gramm Fett war. In seinen Mußestunden widmete er sich seiner Familie, spielte Tennis oder las in einem guten Buch.
Nach sechs Jahren in Sindelfingen beendete Steeb 1977 schließlich seine fußballerische Laufbahn.